# 西聖維多利亞

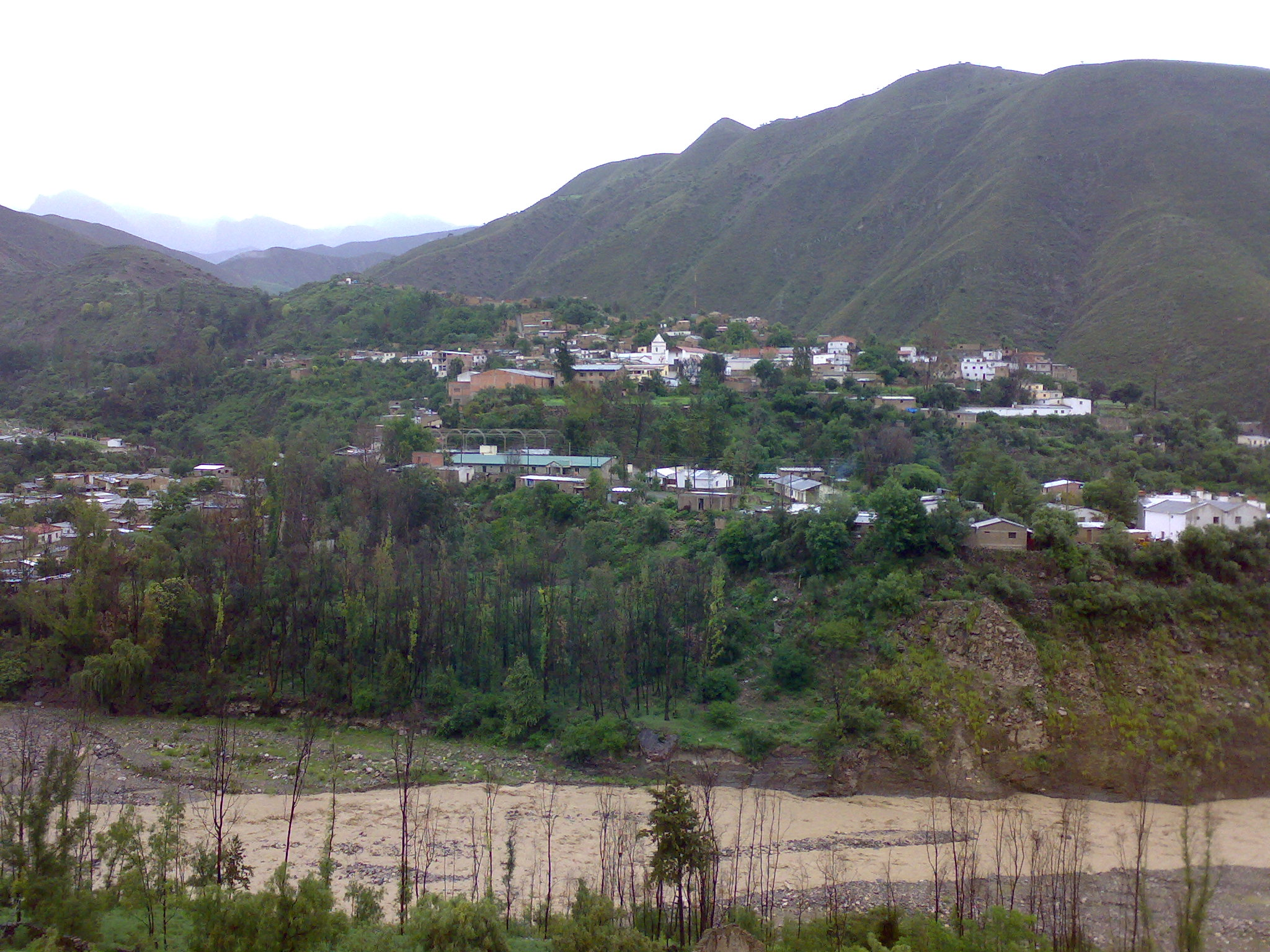
西聖維多利亞

西聖維多利亞（西班牙語：Santa Victoria Oeste），是阿根廷的城鎮，位於該國西北部薩爾塔省，是聖維多利亞縣的首府，距離薩爾塔540公里，該城鎮海拔高度2,497米，2001年人口1,188。
22°16′21″S 62°42′45″W / 22.27250°S 62.71250°W